# Extreme Light Infrastructure

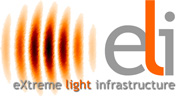

Extreme Light Infrastructure (ELI) este un proiect european ESFRI (European Strategy Forum on Research Infrastructures) pentru investigarea interacțiilor lumină-materie la cele mai mari intensități și cele mai scurte scări de timp. El are drept scop găzduirea câtorva dintre cele mai intense lasere din lume, dezvoltarea de noi oportunități de cercetare interdisciplinară cu lumină și radiație secundară provenind de la aceste lasere și punerea lor la dispoziția unei comunități științifice internaționale. Instalațiile urmează să fie amplasate în patru baze de cercetare exploatate în mod integrat; trei dintre acestea sunt în curs de implementare în Cehia, Ungaria și România, pentru un volum total de investiții de aproape de 850 de milioane de euro provenind îndeosebi de la Fondul European de Dezvoltare Regională.

## Centre de cercetare ELI
- La Dolní Břežany, aproape de Praga, în Republica Cehă, instalația ELI-Beamlines va dezvolta surse secundare de radiație și particule în pulsuri scurte.[3]
- ELI Attosecond Light Pulse Source (ELI-ALPS) la Seghedin,în Ungaria, va fi o instalație unică în genul său furnizând surse de lumină într-un interval larg de frecvențe sub forma de impulsuri ultrascurte cu o rată de repetiție înaltă.[4]
- La Măgurele, în România, ELI Nuclear Physics (ELI-NP) se va concentra asupra unor aplicații științifice în domeniul fizicii nucleare pe baza unor lasere ultraintense și a unei surse de raze gamma. Acest centru va lucra îndeosebi în domeniul tratării deșeurilor radioactive.[5]

## ELI-NP

Laboratorul ELI-NP din Măgurele

Pilonul din România al proiectului ELI, cu  numele Extreme Light Infrastructure – Nuclear Physics (ELI-NP), a fost construit la Măgurele, lângă Institutul Național de Cercetare-Dezvoltare pentru Fizică și Inginerie Nucleară „Horia Hulubei” (IFIN-HH). Ceremonia de inaugurare a avut loc în 14 iunie 2013. Centrul Integrat de Tehnologii Avansate cu Laseri (CETAL), care derulează un program de configurare și pregătire a experimentelor de fizică nucleară care se vor desfășura, începând cu 2018, în cadrul ELI-NP, a fost inaugurat pe 21 octombrie 2014.
Laserul ELI-NP de la Măgurele a început testele în aprilie 2017 și va fi operațional în 2019.
La 18 mai 2018 a fost testată funcționarea întregului sistem, la o putere intermediară de 3 PW care îl face cel mai puternic din Europa. Directorul proiectului, Nicolae Zamfir, a declarat că „rezultatele sunt excelente”. Este planificat ca în februarie 2019 întreg sistemul să fie testat la puterea maximă de 10 PW.
În 7 februarie 2019 laserul de la Măgurele a atins cea mai mare putere din lume, 7 PW; performanța „depășește granițele României”. În 13 martie 2019 a atins 10 PW, puterea pentru care a fost construit.
După testarea cu succes a celor două fascicule laser la puterea maximă de 10 PW, instalarea celei de a treia componente, fasciculul gama, s-a blocat, în urma conflictului dintre IFIN-HH și consorțiul EuroGammaS care urma să livreze echipamentul. Contractul cu EuroGammaS a fost reziliat și un nou contract a fost încheiat cu firma californiană Lyncean Technologies, care urmează să livreze sistemul Variable Energy Gamma-ray (VEGA) până în anul 2023. La 26 mai 2020 cercetătorii de la ELI-NP au publicat o scrisoare deschisă în care își exprimau protestul împotriva unor tentative de a discredita proiectul, apărute într-o parte a mass-media din România, și sprijinul pentru conducerea proiectului. În 21 mai 2020 Academia Română a publicat un punct de vedere privind situația creată la ELI-NP
În 14 august 2020 Nicolae Zamfir, directorul IFIN-HH și al proiectului ELI-NP, a fost demis de ministrul educației și cercetării. În 17 august 2020 Academia Română a protestat împotriva demiterii academicianului Nicolae Zamfir.
În 19 august 2020 întreg sistemul de laseri a ajuns la puterea de 10 PW pentru care a fost proiectat, pe toată lungimea echipamentului. Gérard Mourou a declarat „România este la vârful cercetării. Este un moment istoric”. Academia Română a felicitat echipa de cercetători de la ELI-NP.

## European Research Infrastructure Consortium (ERIC)
La 5 mai 2021, Comisia Europeană a luat decizia de a stabili proiectul Extreme Light Infrastructure (ELI) în forma European Research Infrastructure Consortium (ERIC). A fost luată decizia de a înființa ELI ca un consorțiu ERIC doar cu Republica Cehă și Ungaria, fără România.
În 25 mai 2021, un consilier de stat pe probleme de cercetare al premierului și reprezentantul special al Guvernului pentru participarea României la proiectul ELI ERIC a declarat „Toată lumea a greșit, a existat o incapacitate a guvernelor în a gestiona acest obiectiv iar România și-a pierdut încrederea în ochii partenerilor externi” ,„Este o palmă dată” și „Vă spun că se fac toate eforturile, ... recent, premierul a luat o hotărâre, să creeze un grup interministerial coordonat chiar de premier, cu ministerele implicate - Cercetare, Fonduri europene, Afaceri Externe și Finanțe, plus CJ Ilfov și mai multe entități tocmai ca să rezolvăm problema.”.